# A nagy busz
A Nagy Busz egy 1976-os amerikai filmvígjáték és katasztrófa-film Stockard Channing és Joseph Bologna főszereplésével, James Frawley rendezésében. A filmben egy nukleáris meghajtású csuklós autóbusz kalandjait követhetjük nyomon.

## Cselekmény
A Coyote (jelentése: Prérifarkas) busztársaság egy új non-stop közvetlen buszjáratot indít New York és a tőle 1780 mérföldre található Denver között. Erre a célra egy futurisztikus, emeletes és egyben csuklós buszt állítanak forgalomba, amely ráadásul még atommeghajtású is. A busz minden kényelemmel felszerelt, hogy 110 utasát kényelmesen célba juttathassa. Két sofőr teljesít rajta szolgálatot, hogy egymást váltva éjjel-nappal haladhassanak.
Mindezt nem nézi jó szemmel egy gazdag üzletember, aki félti a befolyását, ha az atomenergia elterjed. Ezért időzített bombát helyez el a buszon, hogy szabotálja az utazást.
A busz rengeteg kalandon át éri el Denvert, majd a visszaúton, 25 km-re Denvertől kettészakad. Ezzel meghiúsul a többi fényűző utazás.

## Szereplők
- Joseph Bologna, mint Dan Torrance kapitány
- Stockard Channing, mint Kitty-Baxter
- René Auberjonois, mint Kudos apa
- John Beck, mint "Padka" O ' Brien
- Ned Beatty, mint Shorty Scotty
- Bob Tálka, mint Dr. Kurtz
- Murphy Dunne, mint Tommy Joyce
- José Ferrer, mint Ironman
- Ruth Gordon, mint Öreg Hölgy
- Harold Gould, mint Baxter professzor
- Larry Hagman, mint orvos a parkolóban
- Howard Hesseman, mint Jack
- Sally Kellerman, mint Sybil Crane
- Stuart Margolin, mint Alex
- Richard Mulligan, mint Claude Daru
- Lynn Redgrave, mint Camille Levy
- Richard B. Shull, mint Emery Bush
- Vic Tayback, mint Goldie
- Mary Charlotte Wilcox, mint Mary Jane Beth Sue
- Vito Scotti, mint borbély

## A busz
A film igazi főszereplője a busz, mely számos olyan szolgáltatást nyújt, ami a szárazföldi közlekedésben szokatlan:
- fürdőszoba fürdőkáddal;
- minibár;
- tekepálya;
- zongora;
- konyha;
- hálófülke a sofőrnek;
- menet közbeni automatikus külső mosás;
- automatikus kerékcsere;
- tetején gombnyomásra nyíló és visszahúzódó zászlók.

## Lásd még
- Airplane!, egy 1980-as katasztrófafilm-paródia
- Supertrain – az NBC filmsorozata egy szuper-vonatról
- Neoplan Jumbocruiser
- Superbus – egy 250 km/h-val haladni képes autóbusz terve